# Li Shenglin
Li Shenglin (chinesisch 李盛霖; * November 1946 in Nantong, Jiangsu) ist ein ehemaliger chinesischer Politiker der Kommunistischen Partei Chinas (KPCh), der unter anderem zwischen 1998 und 2002 Bürgermeister von Tianjin sowie von 2005 bis 2013 Verkehrsminister im Staatsrat der Volksrepublik China war.

## Leben
Li Shenglin begann nach dem Schulbesuch ein Studium an der Fakultät für Landmaschinenbau am Institut für Landmaschinenmechanik in Zhejiang, das er 1970 abschloss. Im Anschluss war er zwischen 1970 und 1972 Planer in der Werkzeugwerkstatt der Traktorenfabrik Tianjin sowie daraufhin von 1972 bis 1976 erst stellvertretender Sekretär sowie zuletzt Sekretär des Kommunistischen Jugendverbandes Chinas der Werkzeugwerkstatt der Traktorenfabrik. 1973 wurde er Mitglied der Kommunistischen Partei Chinas (KPCh). Er fungierte in Tianjin zwischen 1976 und 1979 als stellvertretender Geschäftsführer des Maschinenbauunternehmens der chemischen Industrie sowie daraufhin von 1979 und 1980 als stellvertretender Direktor des Unternehmens der Traktorenindustrie. 1980 wechselte er in die Volksregierung von Tianjin und war dort bis 1983 Kader der Planungsabteilung. Er fungierte zwischen 1983 und 1986 in Personalunion stellvertretender Generalsekretär der Volksregierung und stellvertretender Sekretär des Arbeitsausschusses des Parteikomitees von Tianjin. Danach war er zwischen 1986 und 1988 Direktor des Amtes für Textilindustrie sowie zugleich stellvertretender Sekretär des Parteikomitees dieses Amtes, ehe er von 1988 bis 1991 Direktor des Planungskomitees der Volksregierung von Tianjin war. 
Li war bekleidete zwischen Mai 1991 und Mai 1998 das Amt des Vize-Bürgermeisters von Tianjin und fungierte zudem von 1993 bis 1998 als stellvertretender Sekretär des Stadt-Parteikomitees. Auf dem XV. Parteitag der Kommunistischen Partei Chinas wurde er 1997 Mitglied des Zentralkomitees (ZK) der Kommunistischen Partei Chinas und als solcher auf dem XVI. Parteitag 2002 sowie auf dem XVII. Parteitag 2007 bestätigt, so dass er dem ZK der KPCh bis zum XVIII. Parteitag 2012 angehörte. 1998 wurde er Deputierter des Nationalen Volkskongresses und gehörte diesem in der neunten Legislaturperiode bis 2003 an. Als Nachfolger von Zhang Lichang wurde er im Mai 1998 Bürgermeister von Tianjin und behielt dieses Amt bis zum 30. Dezember 2002, woraufhin Dai Xianglong seine Nachfolge antrat. Er war ferner zwischen 2002 und 2005 Mitglied des Ständigen Ausschusses des Stadt-Parteikomitees.
Nachdem Li Shenglin von 2003 bis 2005 stellvertretender Direktor der Staatlichen Wirtschafts- und Handelskommission war, übernahm er im Dezember 2005 von Zhang Chunxian den Posten des Verkehrsministers im Staatsrat der Volksrepublik China. Er hatte dieses Ministeramt bis Juli 2013 inne und wurde danach von Yang Chuantang abgelöst. Zugleich war er von 2008 bis 2013 Sekretär der Parteiführungsgruppe des Verkehrsministeriums.